# Bike
A Pink Floyd "Bike" című dala először a zenekar 1967-es bemutatkozó albumán, a The Piper at the Gates of Dawnon jelent meg. Két másik válogatásalbumon is szerepelt: 1971-ben a Relicsen, 2001-ben pedig az Echoes: The Best of Pink Floydon. Mindhárom albumon ez az utolsó dal. A 2001-es változat különlegessége, hogy a dal egy biciklicsengő hangjával kezdődik.
A dalban Syd Barrett különböző tárgyakat mutat meg egy lánynak: biciklijét (amit kölcsönkapott), egy köpenyt, egy otthontalan egeret, akit Geraldnak hív és egy tál puszedlit – azért, mert a lány ugyanolyan, mint ő („fits in with my world”). A dal végén felajánlja neki, hogy egy hangokkal teli szobába („room full of musical tunes”) viszi őt.
Az utolsó versszak utáni hangszeres rész egyfajta konkrét zene: egy zajos kollázs, melyben oszcillátorok, órák, gongok, csengők, megszállott nevetés és más furcsa hangok keverednek egymással. Valószínűleg ez a dal végén említett másik szoba („other room”). Van, aki ezt a részt – különösen az elúszásban hallható nevetést – a Beatles Sgt. Pepper's Lonely Hearts Club Band című albumának végén hallható, visszafelé játszott szalaghurok megfelelőjének tekintik.
A dalt Barrett akkori barátnőjének, Jenny Spiresnak írta. A lányt a "Lucifer Sam" című dalban is megemlíti („Jennifer Gentle”), ami a Piper második dala.